# 馬公水道貯水隧道
馬公水道貯水隧道，又名馬公第一水源地，是位於台灣澎湖縣馬公市的貯水系統設施，也是過去澎湖島地區主要的供水系統，於2019年4月16日登錄為澎湖縣歷史建築。

## 歷史
臺灣水運系統的發展始為1896年（明治29年），時任臺灣總督桂太郎為改善衛生環境則，邀擔曾於日本各地參與水道工程設計的英國人技師威廉·巴爾頓任為衛生工程顧問技師，及其學生濱野彌四郎等人開始於台灣各地衛生工程調查與設計。
此後，總督府藉由大力投資水利建設，開始建設現代化水道設施以替代台灣過去汲取溪水、鑿井的傳統，而在昭和2年（1927年），因考慮澎湖馬公市街水源不足、衛生狀況不佳等問題，在總督府、澎湖廳、馬公街役場出資下，則選址在地下水源豐沛的紅木埕地區（今朝陽里）鑽井6口，並以隧道連通用以貯水備用，另外因靠慮當地氣候使水份蒸發，因此便設計以地下貯水水道系統設計主體，亦即現今的「馬公水道貯水隧道」，通常運送方式為各井在其上設置抽水馬達，並以八吋鐵管輸送到位於水源路停車場的貯水塔，與同期興建的文澳水源地供應全馬公市約1萬名居民使用民生用水。

第二次世界大戰結束後，馬公第一水源地由馬公鎮公所接管自來水廠事務，繼續自來水廠業務運作。1954年則成立馬公鎮自來水廠，並積極擴充深水井數量，提供應付日益增多的用戶和用水量。1974年，馬公自來水廠奉令與台灣自來水公司合併，因此馬公水道則由自來水公司接管，持續發揮儲水功用，2016年，在地方人士議員爭取列為縣定古蹟下
，馬公水道系統群最終於2019年4月16日登錄為澎湖縣歷史建築。

## 設施
馬公水道貯水隧道共以六座井倉房、體壓空氣揚水室（楊水所）、貯水塔等附屬設施組成，當前除了五號井倉房已被填平，四號井倉房為露天人孔井之外，還尚存四座井倉房，外觀建築形式為西方古典主義，揚水所內機械式水位計，六個地下深井則在地下10.6公尺處以貯水隧道聯絡，湧水則於隧道內誘導貯留，貯水塔則於1990年代期間拆除。

## 圖輯

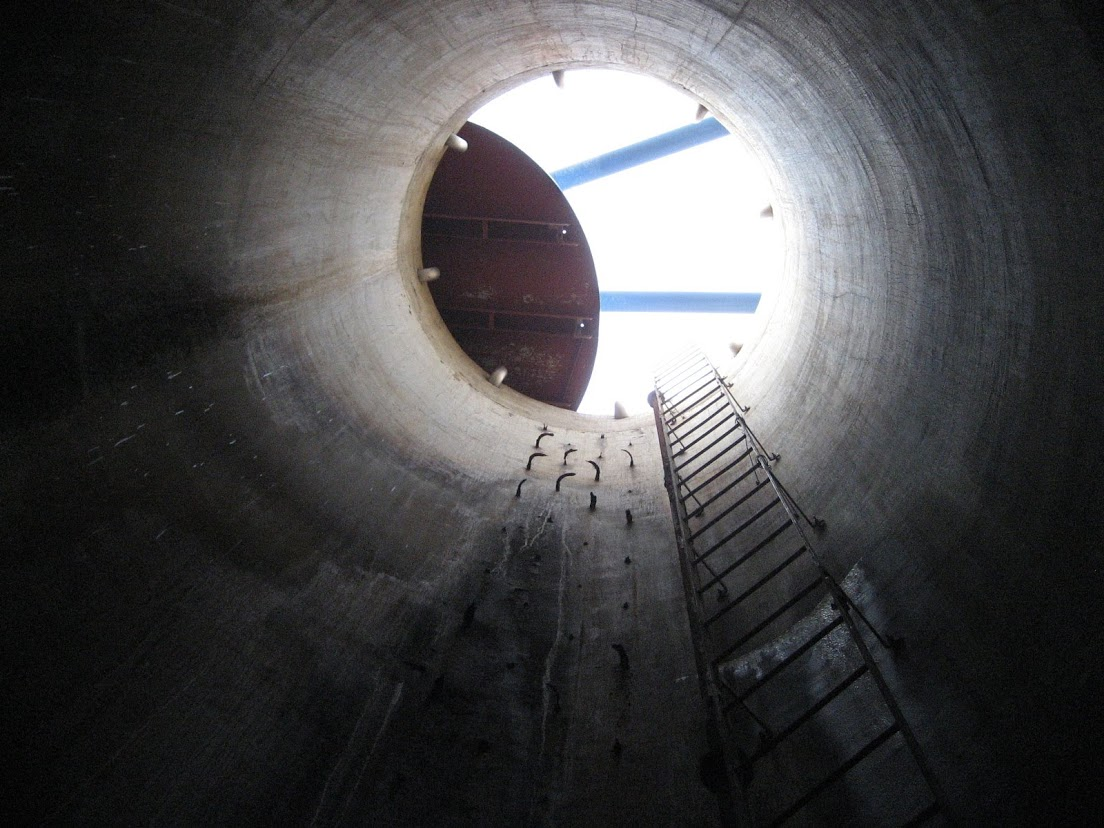
貯水隧道深井
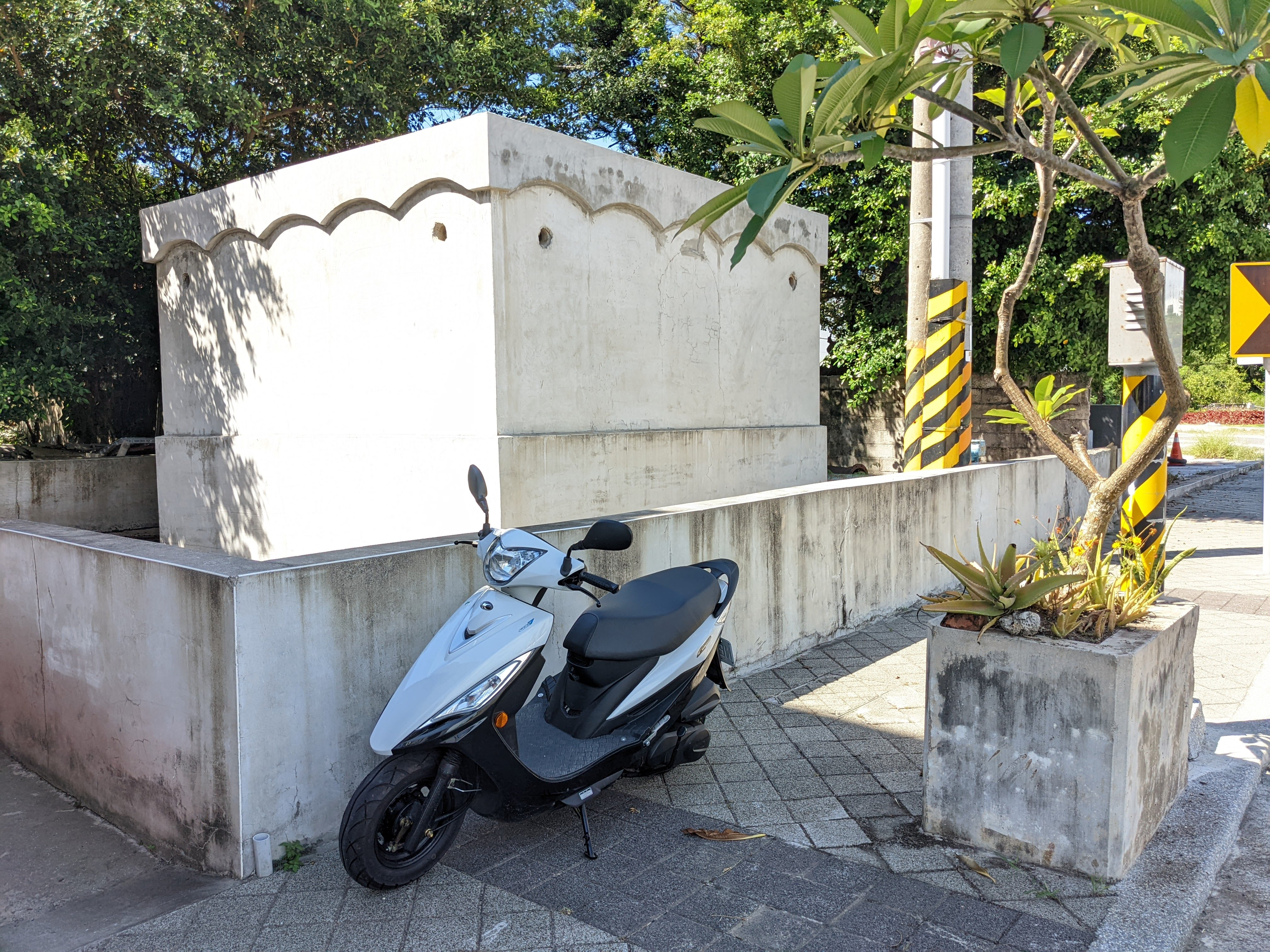
第三號鑽井
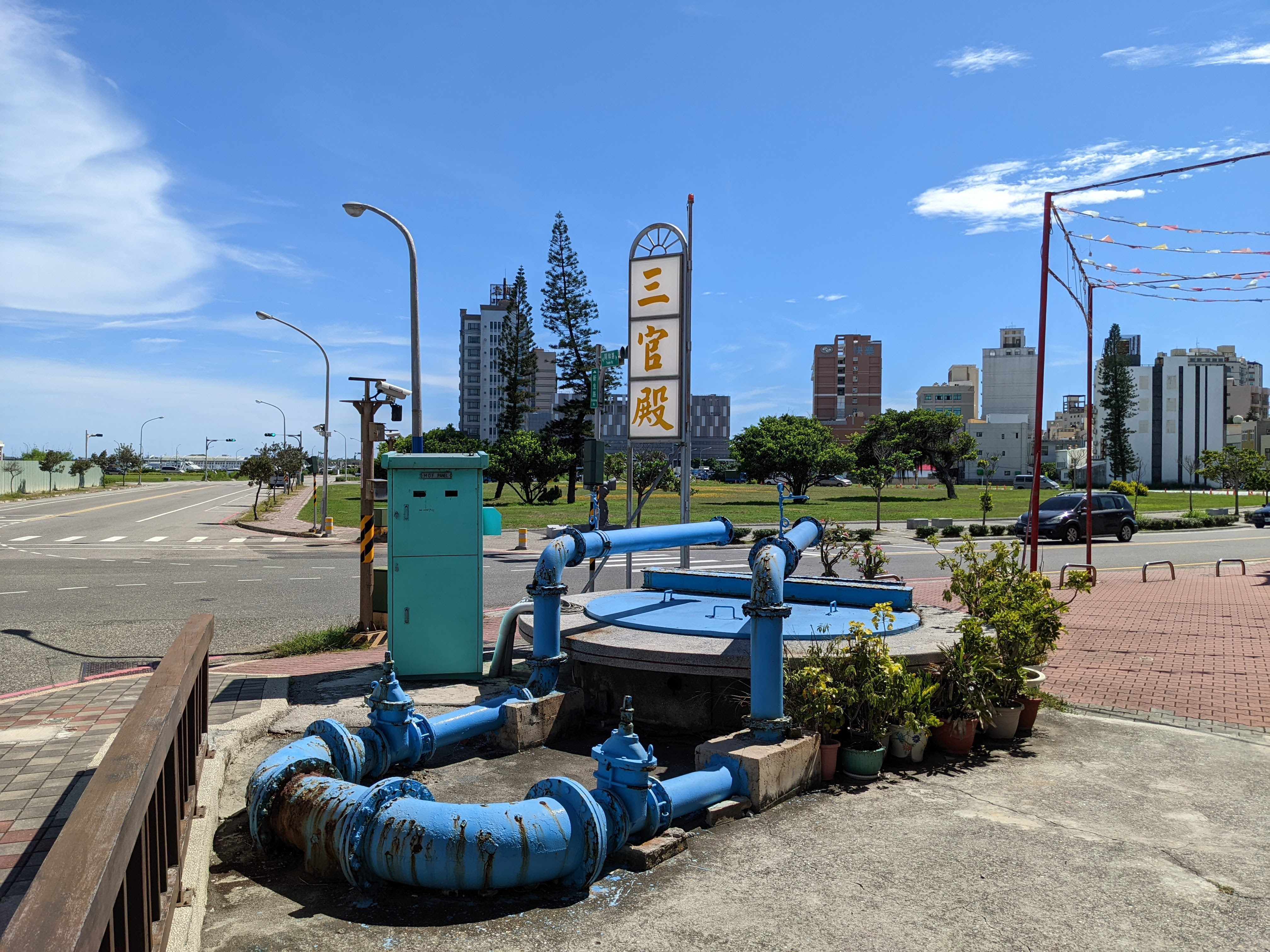
第四號鑽井
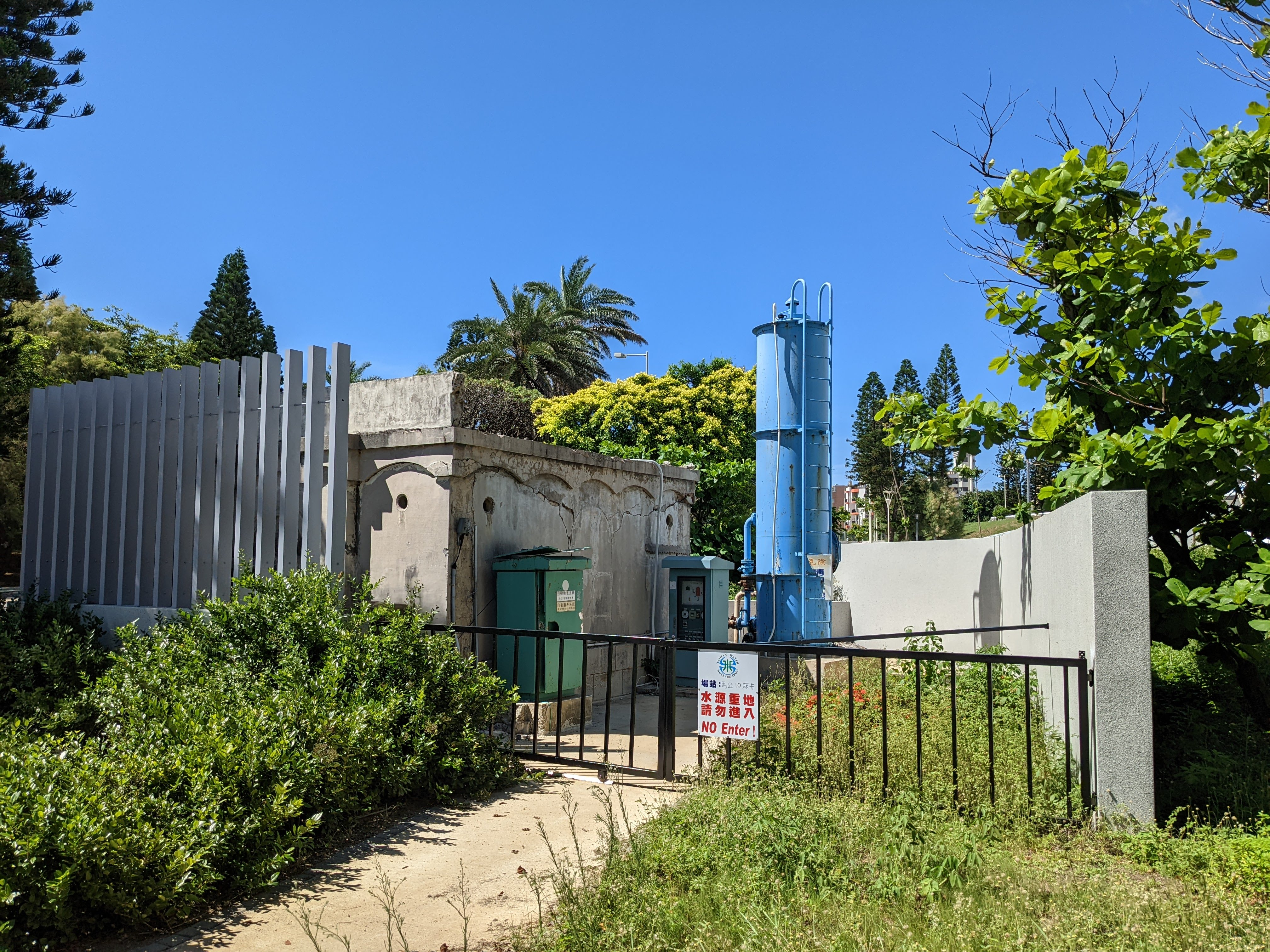
第六號鑽井
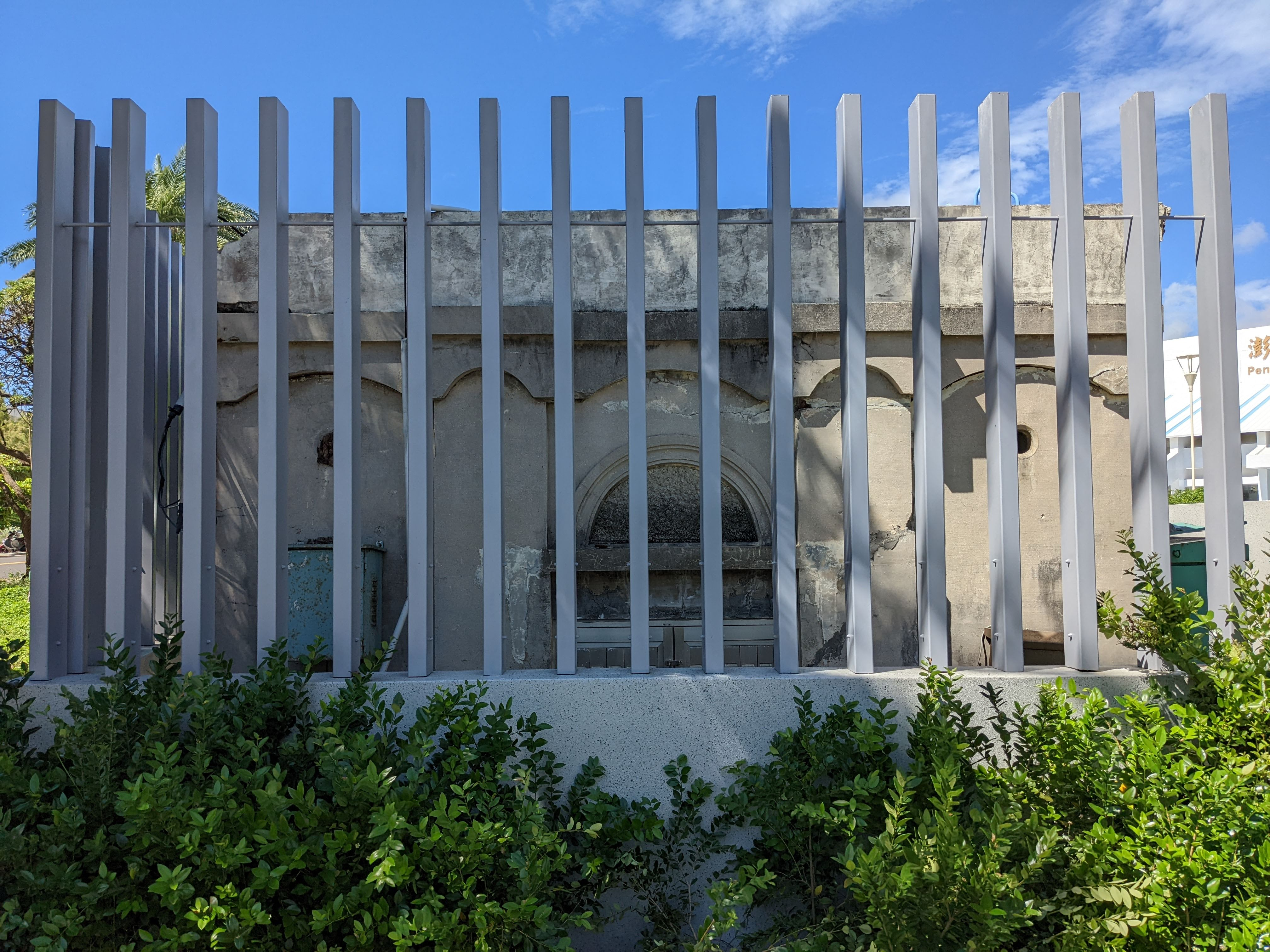
第六號鑽井

## 外部連結
- 馬公水道貯水隧道- 澎湖知識服務平台 （页面存档备份，存于）
- 馬公水道貯水隧道 -文化部iCulture-文化空間 （页面存档备份，存于）
- 馬公水道貯水隧道 - 自來水全球資訊網 （页面存档备份，存于）